# Isogenoides frontalis
Isogenoides frontalis és una espècie d'insecte plecòpter pertanyent a la família dels perlòdids.

## Hàbitat
En el seu estadi immadur és aquàtic i viu a l'aigua dolça, mentre que com a adult és terrestre i volador.

## Distribució geogràfica
Es troba a Nord-amèrica: el Canadà (Manitoba, Terranova i Labrador, Ontario, el Quebec i Saskatchewan) i els Estats Units (Maine, Michigan, Minnesota, Nova York i Wisconsin).